# تيت تايلور
تيت تايلور (بالإنجليزية: Tate Taylor)‏ (و. 1969 – م) هو مخرج سينمائي، وكاتب سيناريو، وممثل من الولايات المتحدة الأمريكية . ولد في جاكسون، مسيسيبي .

## روابط خارجية
- تيت تايلور على موقع IMDb (الإنجليزية)
- تيت تايلور على موقع روتن توميتوز (الإنجليزية)
- تيت تايلور على موقع قاعدة بيانات الأفلام العربية
- تيت تايلور على موقع ألو سيني (الفرنسية)
- تيت تايلور على موقع أول موفي (الإنجليزية)
- تيت تايلور على موقع بوكس أوفيس موجو (الإنجليزية)
- تيت تايلور على موقع قاعدة بيانات الأفلام السويدية (السويدية)
- تيت تايلور على موقع إن إن دي بي (الإنجليزية)
- تيت تايلور على موقع قاعدة بيانات الفيلم (الإنجليزية)
- تيت تايلور على موقع كينوبويسك (الروسية)